# Typhlotanais mucronatus
Typhlotanais mucronatus är en kräftdjursart som beskrevs av Hansen 1913. Typhlotanais mucronatus ingår i släktet Typhlotanais och familjen Nototanaidae. Inga underarter finns listade i Catalogue of Life.